# Thera cyphoschema
Fascilunaria cyphoschema là một loài bướm đêm trong họ Geometridae.